# Gewinderohr
Ein Gewinderohr ist ein Rohr mit aufgewalztem oder aufgeschnittenem Rohrgewinde.

## Elektroinstallation
Sogenanntes Stahlpanzerrohr dient als Elektroinstallationsrohr bzw. Kabelschutzrohr. Stahlpanzerrohre sind auch mit beidseitig aufgeschnittenem Gewinde als Gewinderohr erhältlich.

## Gas- und Wasserinstallation
Der Außendurchmesser der in der Gas- und Wasserinstallationstechnik als Gewinderohr bezeichneten Rohre ergibt sich aus den traditionell zur Verbindung von Rohren eingesetzten Whitworth-Rohrgewinden. Er lässt sich aber weder aus dem metrischen noch dem zölligen Maßsystem ableiten, da die Rohre ursprünglich nach ihrem Innendurchmesser (im Zoll-Maß) definiert wurden. Seit der ersten Übereinkunft über die Abmessungen der Rohre hat sich durch verbesserte Fertigungsmethoden die Wandstärke der Gewinderohre verringert, so dass inzwischen auch der Innendurchmesser nicht mehr dem Zoll-Maß entspricht, das zur Größenangabe der Rohre dient.
Die genauen Innen- und Außendurchmesser können also weder aus der auch heute noch üblichen Angabe in Zoll, noch aus der Nennweite (abgekürzt DN) abgeleitet werden, sondern müssen der Norm bzw. den Herstellerangaben entnommen werden. Insbesondere bei kleinen Rohrdurchmessern ist der Innendurchmesser bei den heute verwendeten Rohren deutlich größer als die Nennweite, während er sich bei größeren Rohrweiten der Nennweite annähert.
Die Oberflächen-Rauigkeit von Gewinderohren ist deutlich größer als die von Kunststoff-, Kupfer- und Präzisionsstahlrohre. Die Oberflächenrauigkeit erhöht den Strömungswiderstand. Andererseits hat mittelschweres Gewinderohr bei gleicher Nennweite einen größeren Innendurchmesser als die anderen genannten Rohre, was bei der Einschätzung von Strömungswiderstand und Druckverlust im Leitungsnetz zu berücksichtigen ist.
Die heute verwendeten Gewinderohre sind in der EN 10255 genormt, welche eine mittlere Reihe (M) und eine schwere Reihe (H) definiert.
Zuvor bestanden in Deutschland die DIN-Normen
- DIN 2439 - letzte Ausgabe 5.1961 für Gewinderohre, leicht. Diese Rohre werden heute kaum noch verwendet.
- DIN 2440 - letzte Ausgabe 6.1978 für Stahlrohre, konkret Mittelschwere Gewinderohre, die in Vorläufernormen auch als Flußstahlrohre und Gewöhnliche Gewinderohre (Gasrohre) bezeichnet wurden
- DIN 2441 - letzte Ausgabe 6.1978 für Stahlrohre, konkret Schwere Gewinderohre

Gewinderohre nach diesen Normen werden in nahtloser oder geschweißter Ausführung angeboten. Letztere sind in der Regel an einem feinen, längs verlaufenden Streifen erkennbar, der die Stelle markiert, an welcher das Blech bei der Herstellung zusammengerollt und verschweißt wurde.
Für die Wasserinstallation wurden früher vielfach verzinkte Rohre eingesetzt. Durch die große Wandstärke sind diese robust und können unter günstigen Umständen sehr haltbar sein. Unter bestimmten Bedingungen kommt es jedoch zu vorzeitigen Schäden:
- Aufgrund der rauen Oberfläche der inneren Zinkschicht kann es abhängig von der Wasserhärte zu starker Verkalkung kommen. Speziell bei Wassertemperaturen ab 60 °C kommt es zu verstärkter Kalkausfällung, die zum Verschluss der Leitung führen kann. Glattwandige Kupfer-, Kunststoff- und Edelstahlrohre neigen deutlich weniger zu Kalkablagerungen.
- Bei pH-Werten des Wassers unter 6,5 oder über 9 wird die korrosionsschützende Zinkschicht abgetragen. Auch hier verstärken Wassertemperaturen von über 60 °C den Prozess.
- Unter Umständen kann die verwendete Zinklegierung Anteile an Blei und Cadmium enthalten.
- Sofern galvanisch verzinkte Fittings verwendet werden, kann es durch Temperaturwechsel zu einem Ablösen der Zinkschicht kommen. Die meisten Fittings sind jedoch schmelztauchverzinkt. Bei diesem Verfahren kommt es durch Legierungsbildung zwischen Zink und Eisen zu einer innigen Verbindung. Aus den genannten Gründen kommt die Verwendung von verzinkten Rohren bei Heizungs- und Warmwasserinstallationen nicht infrage.[1]

Die Zinkschicht kann sich bei Verwendung in Heizkreisläufen durch thermische Spannungen ablösen oder durch galvanische Korrosion auflösen und als Schlamm absetzen. Verzinkte Rohre wurden darum im Allgemeinen nur für die Trinkwasser- und Gasinstallation verwendet. Für Heizungsinstallationen werden unbeschichtete Stahlrohre verwendet, die auch als schwarze Rohre bezeichnet werden.
Rohre in größeren Durchmessern werden meist verschweißt oder durch Flanschverbindungen verbunden. Zu diesem Zweck werden auch Siederohre nach EN 10220 verwendet, deren Wandstärke für Gewindeverbindungen zu gering ist.

### Gewinderohr EN 10255 (mittelschwer, Stahl)
| Nennweite (DN) | Rohrgewinde R, Nennweite | Max. Außen-ø | Wandstärke | Innen-ø  | Inhalt | Querschnittsfläche |
| Nennweite (DN) | in Zoll                  | da in mm     | s in mm    | di in mm | in l/m | in m²              |
| -------------- | ------------------------ | ------------ | ---------- | -------- | ------ | ------------------ |
| 006            | 1⁄8″                     | 010,2        | 2,00       | 006,2    | 00,03  | 0,0000300          |
| 008            | 1⁄4″                     | 013,5        | 2,35       | 008,8    | 00,07  | 0,0000608          |
| 010            | 3⁄8″                     | 017,2        | 2,35       | 012,5    | 00,12  | 0,0001227          |
| 015            | 1⁄2″                     | 021,3        | 2,65       | 016,0    | 00,20  | 0,0002011          |
| 020            | 3⁄4″                     | 026,9        | 2,65       | 021,6    | 00,37  | 0,0003664          |
| 025            | 1″                       | 033,7        | 3,25       | 027,2    | 00,58  | 0,0005811          |
| 032            | 1 ⁄4″                    | 042,4        | 3,25       | 035,9    | 01,01  | 0,0010122          |
| 040            | 1 ⁄2″                    | 048,3        | 3,25       | 041,8    | 01,37  | 0,0013723          |
| 050            | 2″                       | 060,3        | 3,65       | 053,0    | 02,21  | 0,0022062          |
| 065            | 2 1⁄2″                   | 076,1        | 3,65       | 068,8    | 03,72  | 0,0037176          |
| 080            | 3″                       | 088,9        | 4,05       | 080,8    | 05,13  | 0,0051276          |
| 100            | 4″                       | 114,3        | 4,50       | 105,3    | 08,71  | 0,0087086          |
| 125            | 5″                       | 139,7        | 4,85       | 130,0    | 13,27  | 0,0132732          |
| 150            | 6″                       | 168,3        | 4,85       | 155,4    | 18,97  | 0,0189667          |

### Gewinderohr EN 10255 (schwer, Stahl)
Schweres Gewinderohr wird selten auch als Gasrohr bezeichnet.
| Nennweite (DN) | Rohrgewinde R | Außen-ø | Wandstärke | Innen-ø |
| in Zoll        | da in mm      | s in mm | di in mm   |         |
| -------------- | ------------- | ------- | ---------- | ------- |
| 010            | 3⁄8″          | 017,2   | 2,90       | 011,4   |
| 015            | 1⁄2″          | 021,3   | 3,25       | 014,8   |
| 020            | 3⁄4″          | 026,9   | 3,25       | 020,4   |
| 025            | 1″            | 033,7   | 4,05       | 025,6   |
| 032            | 1 ⁄4″         | 042,4   | 4,05       | 034,3   |
| 040            | 1 ⁄2″         | 048,3   | 4,05       | 040,2   |
| 050            | 2″            | 060,3   | 4,50       | 051,3   |
| 065            | 2 1⁄2″        | 076,1   | 4,50       | 067,1   |
| 080            | 3″            | 088,9   | 4,85       | 079,2   |
| 100            | 4″            | 114,3   | 5,40       | 102,5   |
| 125            | 5″            | 139,7   | 5,40       | 128,9   |
| 150            | 6″            | 168,3   | 5,40       | 154,3   |